# Oliver Mertins
Oliver Mertins (* 4. November 1964 in Berlin; † 15. Januar 2020 ebenda) war ein deutscher Schriftsteller, Lyriker und Übersetzer.
Mertins arbeitete in verschiedenen Berufen und reiste in Europa, Asien, den USA und der Südsee, war Zeuge der Bürgerkriege in Kaschmir und Sri Lanka und der Militärdiktatur in Bangladesch. 1987 veröffentlichte er die Erzählung «Ein Weg zur Unzeit» und seitdem Lyrik, Prosa und Essays vorwiegend in dem Berliner Autorenverlag Druckhaus Galrev. Außerdem arbeitete er als lyrischer Übersetzer aus dem Ungarischen und dem Italienischen.
Mertins lebte und arbeitete in Berlin, Anfang der 2000er-Jahre lebte er für längere Zeit in Portugal. Er verstarb nach langer, schwerer Krankheit.

## Werke
- Ein Weg zur Unzeit. Erzählung. Oberbaum, Berlin 1987, ISBN 3-926409-05-3.
- Im groben Murmeln der Straßen. Mistral, Berlin 1988.
- Was kam und was blieb. Kulturbüro Berlin, Berlin 1992.
- Incubus versus phoenix. Erzählungen, Essays, Lyrik.  Druckhaus Galrev, Berlin 1994, ISBN 3-910161-55-3.
- Monachoi. Gedichte, Fragmente, Erzählungen, Essays 1987 bis 1996. Mit Fotografien von Bernd Markowsky. Druckhaus Galrev, Berlin 1996, ISBN 3-910161-65-0.
- Zyklische Zerrüttung. Poetische Boegen, 1997, ISBN 3-928833-66-9.
- Adam am Kalkbaum. Niederschrift aus dem Ghannouchi-Divan. Frühe Lyrik.  Druckhaus Galrev, Berlin 1999, ISBN 3-933149-13-4.
- Traurige Mädchen und andere Fingerspiele. Frühe Kurzgeschichten aus der guten alten Zeit. Ein Bilderbuch. Mit Fotografien von Bernd Markowsky und Bleistiftskizzen und Federzeichnungen von Matthias Winde. Druckhaus Galrev, Berlin 2001, ISBN 3-933149-28-2.

Übersetzungen:
- Budapester Szenen. Junge ungarische Lyrik. Herausgegeben von Gerhard Falkner und Orsolya Kalász. Dumont, Köln 1999, ISBN 3-7701-4971-8. (Die Dichter Buxhoeveden, Döring, Koziol und Mertins haben auf der Grundlage der Übersetzungen von Orsolya Kalász an deutschen Fassungen gearbeitet, die unterschiedlichen Anliegen folgen.)
- Guido Ceronetti: Mitleidenschaften und Verzweiflungen. Gedichte. Ausgew. und übertr. von Oliver Mertins und Nicola Cipani. Druckhaus Galrev, Berlin 1999, ISBN 3-933149-12-6.